# فرنسيس كيلي (عسكري)
فرنسيس كيلي (بالإنجليزية: Francis Kelly)‏ هو عسكري أمريكي، ولد في 5 يوليو 1860 في بوسطن في الولايات المتحدة، وتوفي في 19 مايو 1938 في غلاسكو في المملكة المتحدة.